# Orians upplevelser
Orians upplevelser är en roman av Artur Lundkvist utgiven 1960.
I boken vävs olika realistiska och drömlika berättelser kring den gåtfulle och undflyende huvudpersonen Orian ihop. I sin självbiografi Självporträtt av en drömmare med öppna ögon karakteriserade Lundkvist boken som "...en löst sammanhållen roman om en ganska hjälplös och verklighetsfrämmande människa, en sida hos mig själv som jag överexponerade."
Boken anses vara influerad av den franska nya romanen som Lundkvist vid tiden ägnade ett stort och uppskattande intresse.

## Mottagande
Karl Vennberg ansåg att Orians upplevelser är "ett av Lundkvists verkligt intressanta experiment, en förnyelse, som öppnar hisnande perspektiv". Carl-Eric Nordberg skrev: "Trots eller på grund av sin ogripbara och ständigt undflyende identitet verkar emellertid Orian också underligt mångtydig: en potentiell bärare av olika jagmöjligheter. Det är som om han bakom anonymitetens mask dolde en antologi av olika ansikten...Orian är på sitt sätt en version av den surrealistiska människan eller diktaren...en gränsöverskridare som hela tiden passerar trösklar mellan verklighet och drömmar: dagdrömmar, önskedrömmar, skräckdrömmar".